# Arctic Bay
Arctic Bay, Territorium Nunavut, ist eine auf der Borden-Halbinsel im Norden der Baffin-Insel unmittelbar am Admiralty Inlet gelegene Siedlung mit etwa 760 Einwohnern (davon 91 % Inuit). Der Inuktitut-Name lautet Ikpiarjuk (seltener Tununirusiq), „Tasche“. Vom Flughafen Arctic Bay (IATA-Code: YAB) aus besteht eine Flugverbindung zur rund 1220 Kilometer entfernten Hauptstadt Iqaluit.
Paläo-Eskimos der Prä-Dorset-Kultur waren vor rund 4000 Jahren wohl die ersten Menschen, die in diese Region kamen. Als erster Nicht-Inuk erreichte Kapitän William Adams mit seinem Walfangschiff Arctic 1872 die Bucht. Der nächste war danach Forscher Joseph E. Bernier, der mit dem Regierungsdampfer Arctic 1910/11 hier überwinterte. 1926 eröffnete die Hudson’s Bay Company einen Handelsposten, schloss ihn jedoch schon im folgenden Jahr wieder. Eine Neueröffnung erfolgte 1936, als ursprünglich aus der Gegend von Pangnirtung und Kinngait (ehemals Cape Dorset) stammende Inuit vom erfolglos operierenden HBC-Handelsposten Dundas Harbour nach hier umgesiedelt wurden. In den 1930er Jahren gab es für kurze Zeit eine katholische Missionsstation. 1937 entstand eine anglikanische Missionsstation; sie wurde jedoch zehn Jahre später nach dem Schießunfalltod des Missionars John Turner ebenfalls wieder geschlossen. Die erste Schule wurde 1972 eröffnet.
Auf dem nördlichen Teil der Halbinsel Borden, wo Arctic Bay gelegen ist, erheben sich Berge bis zu einer Höhe von 1300 Metern. Den Südosten der Siedlung dominiert der Hausberg King George V Mountain mit 564 Metern Höhe. Eine 21 Kilometer lange Straße verbindet den Ort mit Nanisivik, einer zu Anfang der 1970er Jahre entstandenen und 2004 aufgegebenen Bergbausiedlung.
Landtiere kommen in der Arctic-Bay-Region nur in geringer Zahl vor; häufig sind allenfalls Eisbären auf der Halbinsel Borden anzutreffen. Im Sommer ist Arctic Bay jedoch ein Paradies für Walbeobachter; vor allem der Narwal frequentiert dann das Admiralty Inlet.